# تجارة إلكترونية

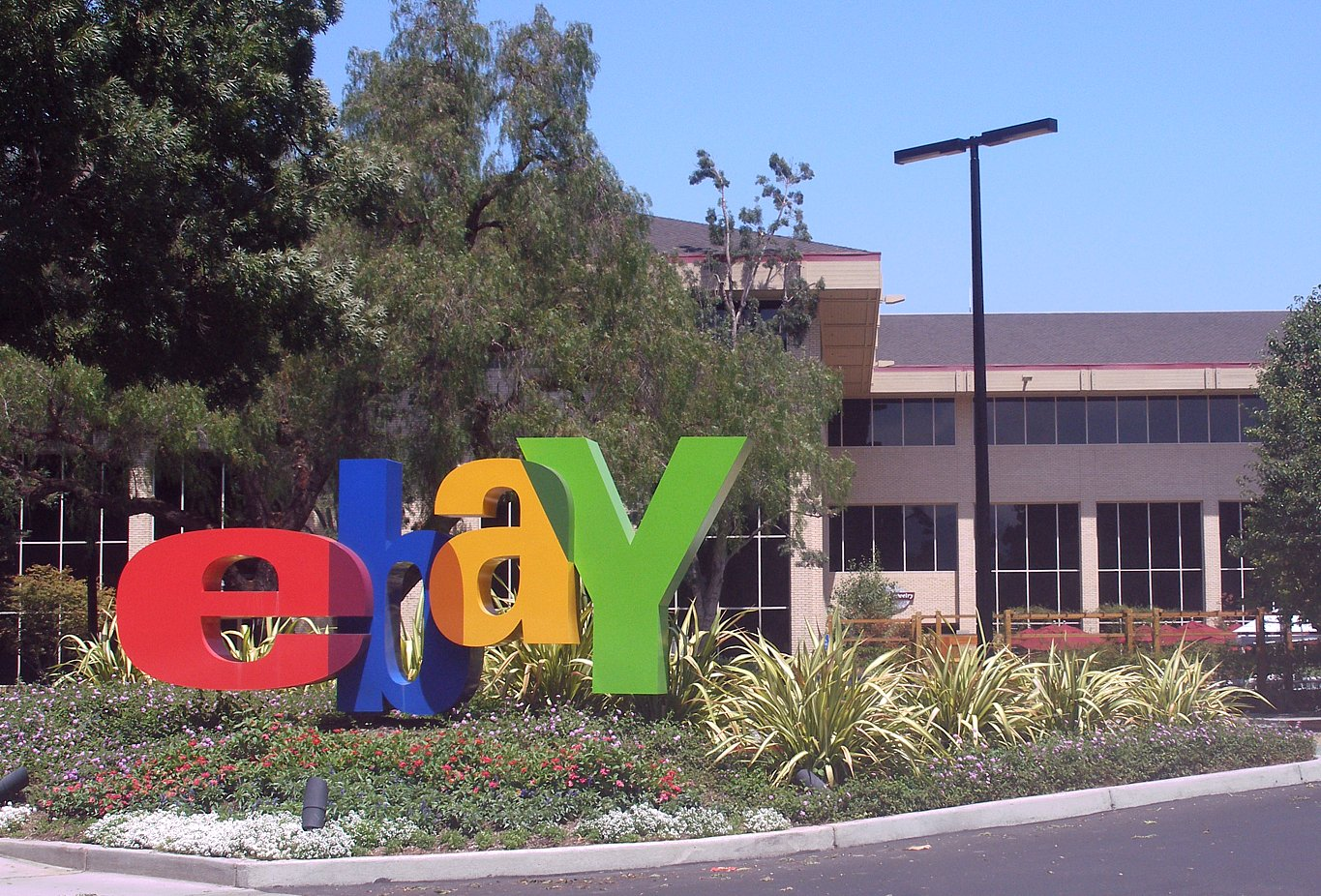
مبنى إدارة إيباي، أحد أشهر مواقع الإنترنت للتجارة الإلكترونية.

التجارة الإلكترونية (بالإنجليزية: e-commerce) هو مصطلح في عالم الاقتصاد برز مع انتشار الإنترنت في أوائل تسعينيات القرن العشرين، إلا أن بعض الباحثين يرجعون نشأتها إلى سبعينيات القرن العشرين من خلال أنظمة تبادل البيانات الإلكترونية المستخدمة بين الشركات الصناعية (Electronic Data Interchange -EDI). وبحسب التقديرات لعام 2023، يُتوقع أن تبلغ المبيعات عبر الإنترنت نحو 6.17 تريليون دولار، ما يعادل 22.3% من إجمالي مبيعات التجزئة.

## تعريف التجارة الالكترونية
لا يوجد تعريف مُتفق عليه عالمياً للتجارة الإلكترونية، إلا أن الباحثين والخبراء قدموا العديد من التعريفات في أدبيات التجارة الإلكترونية، في محاولة للوصول إلى تعريف شامل يخدم المتعاملين في هذا المجال، ومن أبرز هذه التعريفات:
1. منهج حديث في الأعمال موجه إلى السلع والخدمات وسرعة الأداء، ويتضمن استخدام شبكة الاتصالات في البحث واسترجاع المعلومات من أجل دعم عملية اتخاذ القرار الأفراد والمنظمات.
2. مزيج من التكنولوجيا والخدمات من أجل الإسراع بأداء التبادل التجاري وإيجاد آلية لتبادل المعلومات داخل مؤسسة الأعمال وبين مؤسسات الأعمال المختلفة، وبين مؤسسات الأعمال والعملاء، أي عمليات البيع والشراء.
3. إنتاج، وترويج، وبيع، وتوزيع المنتجات بواسطة شبكة الاتصالات والإنترنت.
4. عمليات تبادل باستخدام نظام تبادل البيانات إلكترونياً (بالإنجليزية: Electronic Data Interchange) والبريد الإلكتروني والنشرات الإلكترونية والفاكس وتحويل الأموال بواسطة الوسائط الإلكترونية (بالإنجليزية: Electronic Funds Transfer) وكذلك كافة الوسائط الإلكترونية المشابهة.
5. بنية أساسية تقنية تهدف إلى ضغط سلسلة الوسائط استجابة لطلبات السوق وأداء الأعمال في الوقت المناسب.
6. نوع من تبادل الأعمال حيث يتعامل أطرافه بطريقة أو وسيلة إلكترونية عوضاً عن استخدامهم لوسائط مادية أخرى بما في ذلك الاتصال المباشر.
7. شكل من أشكال التبادل التجاري من خلال استخدام شبكة الاتصالات والإنترنت بين مؤسسات الأعمال مع بعضها البعض، ومؤسسات الأعمال وزبائنها، أو بين مؤسسات الأعمال وإداراتها العامة.
8. استخدام تقنيات المعلومات لإيجاد روابط فعالة بين مؤسسات الأعمال في العمليات التجارية.
9. نوع من عمليات البيع والشراء ما بين المنتجين والمستهلكين، أو بين مؤسسات الأعمال وبعضها البعض من خلال استخدام تقنيات المعلومات والاتصالات.
10. أداء العملية التجارية بين شركاء تجاريين باستخدام تقنيات المعلومات المتطورة من أجل رفع كفاءة وفاعلية الأداء التجاري.

### تعريف شامل
ويمكن أن نخلص إلى تعريف يجمع بين التعريفات سالفة الذكر على النحو التالي: التجارة الإلكترونية هي «تنفيذ كل ما يتصل بعمليات بيع وشراء السلع والخدمات والمعلومات باستخدام شبكة الإنترنت، بالإضافة إلى الشبكات التجارية العالمية الأخرى»، ويشمل ذلك:
1. عمليات توزيع وتسليم السلع ومتابعة الإجراءات.
2. سداد الالتزامات المالية.
3. إبرام العقود وعقد الصفقات.
4. التفاوض والتفاعل بين المشتري والبائع.
5. علاقات العملاء التي تدعم عمليات البيع والشراء وخدمات ما بعد البيع.
6. تفاصيل السلع والبضائع والخدمات.
7. الإعلان عن السلع والبضائع والخدمات.
8. الدعم الفني للسلع التي يشتريها الزبائن.
9. تبادل البيانات إلكترونياً (Electronic Data Interchange) بما في ذلك:
  1. التعاملات المصرفية.
  2. الفواتير الإلكترونية.
  3. الاستعلام عن السلع.
  4. قوائم الأسعار.
  5. المراسلات الآلية المرتبطة بعمليات البيع والشراء.

## تخصصاتها
تتقاطع التجارة الإلكترونية مع العديد من التخصصات مثل المحاسبة، قانون الأعمال، علوم الحاسوب، سلوك المستهلك، الاقتصاد، الهندسة، المالية، إدارة الموارد البشرية، إدارة نظم المعلومات، التسويق، والروبوتات والعلوم الإحصائية.

## مصطلحات في التجارة الإلكترونية

###### الأعمال الإلكترونية (E-business)
التعريف الأوسع للتجارة الإلكترونية يشمل خدمة العملاء والتعاون مع الشركاء التجاريين وإجراء المعاملات الإلكترونية داخل المنظمة بالإضافة إلى عملية تبادل أو بيع أو شراء المنتجات والخدمات والمعلومات وكل ما يتيح للأشخاص تتداوله حسب الضوابط و الشروط الدولية من ملابس و اجهزة و عناصر يستخدمها الانسان في حياته اليومية .

###### السوق الإلكتروني (E-marketplace)
هو عبارة عن سوق يلتقي فيه البائع والمشتري لتبادل السلع، الخدمات، المال والمعلومات عن طريق الإنترنت.

###### الشبكة الداخلية (Intranet)
شبكة محلية داخل شركة أو حكومة تستخدم أدوات الإنترنت مثل: المتصفحات وبروتوكول الإنترنت.

###### الشبكة الخارجية (Extra Net)
هي شبكة تستخدم الإنترنت لربط مجموعة من الشبكات الداخلية.

###### الحوسبة الاجتماعية (Social Computing)
هي عبارة عن نظام محوسب يتضمن التفاعلات والسلوكيات الاجتماعية وذلك باستخدام مجموعة من الأدوات مثل المدونات والويكي والشبكات الاجتماعية وغيرها. وهي تركز على تحسين التعاون والتفاعل بين الأشخاص. أما عن دورها في التجارة الإلكترونية فهي تسمح للأشخاص بالعمل سوياً والتواصل مع الخبراء ومعرفة المنتجات الموصّى بها من قِبل أصدقائهم.

###### الشبكات الاجتماعية (Social Network)
فئة من تطبيقات الإنترنت التي تساعد في تواصل الأصدقاء أو شركاء الأعمال أو الأفراد الذين تجمعهم اهتمامات معينة عن طريق تقديم خدمات مجانية مثل عرض الصور، البريد الإلكتروني والمدونات.

###### التجارة الاجتماعية (Social Commerce)
هي عبارة عن نشاطات التجارة الإلكترونية التي تتم من خلال الشبكات الاجتماعية أو البرامج الاجتماعية مثل: تطبيقات الويب 2.

###### العالم الافتراضي (Virtual Reality)
محاكاة حاسوبية ثلاثية الأبعاد، مستخدمي العالم الافتراضي لهم ما يسمى بالشخصية الافتراضية "Avatar"، من خلال هذه الشخصيات الافتراضية يستطيع المستخدم التعامل مع البيئة الافتراضية مثل بناء أو مشاركة الأماكن والسيارات والعديد من العناصر الأخرى. أشهر مثال على العالم الافتراضي هو "SECOND LIFE".

## تصنيفات التجارة

### طبيعة العملية التجارية

#### التجارة التقليدية
عملية تبادل السلع أو الخدمات أو المعلومات وإيصالها بشكل ملموس.

#### التجارة الإلكترونية
عملية تبادل السلع أو الخدمات أو المعلومات وإيصالها بشكل إلكتروني.

#### تجارة إلكترونية جزئية
مزيج ما بين التجارة التقليدية والتجارة الإلكترونية، بحيث يكون جزء من العملية التجارية إلكتروني والجزء الآخر ملموس.

### العلاقة التجارية بين المشتركين

#### من شركة إلى شركة
تتمثل في التبادل التجاري القائم بين شركة وأخرى، مثل شركة تصنيع تشتري مواد خام من شركة أخرى. مثلًا شركة تصنيع مواد التنظيف، تحتاج إلى مواد كيميائية لتصنيع منتجاتها، وهذه المواد الكيميائية تنتجها شركة أخرى فتقوم بشرائها منها.

#### من شركة إلى مستهلك
تتمثل في التبادل التجاري القائم بين الشركات من جهة والمستهلكين الأفراد من جهة أخرى، مثل شركة ديل تبيع المنتجات التي تصنعها مباشرة إلى المستهلك دون وجود وسيط، مثل عملية التبادل التجاري بين شركة ديل والزبون بشكل مباشر.

#### من شركة إلى شركة إلى مستهلك
تتمثل في التبادل التجاري من شركة إلى شركة أخرى ومن ثم إلى المستهلكين الأفراد. تقوم ببيع الشوكولاتة لشركة أخرى ثم تقوم الشركة ببيع الشوكولاتة لموظفيها. Godiva مثلا شركة مثال آخر شركة تصنيع الأجهزة الكهربائية تبيع الأجهزة إلى بائعين التجزئة، ثم بائعين التجزئة يقومون ببيعها للمستهلكين بشكل مباشر.

#### من مستهلك إلى شركة
تتمثل في التبادل التجاري من المستهلكين الأفراد إلى الشركات. مثلًا امرأة تقوم ببيع مشغولاتها اليدوية لشركة تهتم بالتراث.

### من قسم إلى قسم داخل الشركة
تتمثل في جميع الأنشطة والمعلومات الداخلية للشركة التي تنطوي على تبادل السلع أو الخدمات أو المعلومات بين مختلف الأقسام والأفراد داخل الشركة. مثل شركة سامسونج، تحتوي على عدة وحدات مختلفة، كل وحدة تقوم بتصنيع تقنية معينة وتقوم ببيعها لوحدة أخرى داخل الشركة.

#### من الشركة إلى موظفيها (B2E)
تتمثل في توفير الشركة للسلع أو الخدمات أو المعلومات إلى موظفيها الأفراد. مثل أن تبيع شركة منتج معين أو خدمة لموظفيها بسعر مميز والعائد من الأرباح يوضح في حساب الشركة.

#### من مستهلك إلى مستهلك (C2C)
تتمثل في التبادل التجاري من مستهلك إلى مستهلك بشكل مباشر. مثل عملية التبادل التجاري بين شخص يمتلك آلة موسيقية ويريد بيعها وشخص آخر يود شراءها.

#### التجارة التعاونية(C-Commerce)
تتمثل في الأشخاص أو المجموعات التي تتواصل أو تتعاون بشكل إلكتروني. مثل شركتين أو أكثر تتعاون بشكل إلكتروني لتصميم وإنتاج منتج معين.

### من الحكومة إلى مواطنيها أو إلى الشركات (E-Government)
تتمثل في قيام الوحدات الحكومية بشراء أو توفير المنتجات أو الخدمات أو المعلومات من أو إلى مواطنيها الأفراد أو الشركات. مثل تقديم طلب منحة لوزارة التربية والتعليم عبر موقع الوزارة الإلكتروني.

## العوامل التي أدت إلى انتشار التجارة الإلكترونية

###### ثورة جوجل
خلال السنوات الأولى من ظهور التجارة الإلكترونية كانت تتأثر بالعديد من الشركات مثل أمازون، آي باي وياهو، ولكن بعد عام 2001 أصبحت التجارة الإلكترونية تتأثر بدرجة كبيرة جدًا بشركة جوجل وذلك بسبب ظهور ما يسمى بإعلانات جوجل، التي شكلت طفرة كبيرة في حياة جوجل، فقد سهلت على المستخدمين الإعلان والتسويق لمنتجاتهم باستخدام إعلانات جوجل. جوجل لم يعد محرك بحث فحسب فهناك العديد من الخدمات الأخرى التي يقدمها كخرائط جوجل، البحث عن الكتب، الترجمة الفورية، متحف جوجل، رحلات جوجل، التسوق عبر جوجل وخدمات أخرى ساهمت بشكل كبير بتطور التجارة الإلكترونية وانتشارها. ليست شركة جوجل فقط من احدثت ثورة، هناك العديد من الشركات الأخرى التي تقدم خدمات التسويق والإعلان.

###### ظهور الجيل الثاني من الإنترنت - ويب 2.0
- ويب2: هو الجيل الثاني من الخدمات المتعلقة بالإنترنت وهو عبارة عن شبكة اجتماعية تعتمد بشكل كبير على المستخدمين في إضافة المحتوى أو التعديل عليه من خلال تغيير أو حذف في المعلومات.

- تطبيقات الويب2:  الويكي (Wiki) هو موقع ويب يتيح لعدة مستخدمين عبر الإنترنت التعاون في إضافة أو حذف أو تحرير المحتوى، كما يتيح الربط بين أي عدد من الصفحات ويستخدم الويكي لتسهيل الكتابة المشتركة للوثائق مع حد أدنى من القيود. وتعد الويكي إحدى البرمجيات الاجتماعية التي انتشرت بسرعة، وكان لها أثر في طريق تبادل المعرفة ومشاركتها عبر الشبكات. ويعتبر موقع موسوعة الويكيبيديا الحرة المفتوحة متعددة اللغات أشهر تطبيقات برنامج الويكي.

- المدونات (Blogs) عبارة عن صفحة عنكبوتية تظهر عليها تدوينات مؤرخة ومرتبة ترتيباً زمنياً تصاعدياً، تصاحبها آلية لأرشفة التدوينات القديمة، ويكون لكل تدوينة عنوان إلكتروني دائم لا يتغير منذ لحظة نشره على الشبكة حيث يمكن للمستفيد الرجوع إلى تدوينة معينة في وقت لاحق عندما لا تعد متاحة في الصفحة الأولى للمدونة. وقد يتضمن المحتوى روابط تشعبية وعناصر وسائط متعددة وقد يتضمن معلومات شخصية أو مهنية أو أكاديمية وتسمح معظم تطبيقات المدونة بأرشفة المحتوى والقدرة على البحث بين المقالات وإتاحة الفرصة للقراء لإبداء التعليقات ومن المقدم من طرف جوجل Blogger أشهر المواقع موقع

- التدوين السريع (Micro-blog) أو ما يعرف بالتدوين الصغير وهو مشتق من التدوين ولكنه يختلف عن التدوين العادي إذ يقتصر على إرسال رسائل أو تحديثات بحد أقصى 140 حرف فقط للرسالة الواحدة وتعتمد هذه التقنية على منح كل شخص القدرة على كتابة تدوينة لا تتعدى 140 حرفاً ونشرها للمهتمين والمتابعين، حيث تصلهم هذه التدوينة إما على شكل رسائل نصية للجوال أو على شكل بريد إلكتروني أو على شكل رسالة في برنامج للتراسل الفوري أو باستخدام برامج خاصة، إضافة إلى الموقع نفسه على الشبكة العنكبوتية ولعل أشهر مثال على التدوين المصغر هو موقع تويتر.

- خدمة RSS خدمة لتبادل الأخبار القادمة من منتدى أو مدونة أو أي موقع آخر دون الحاجة للوصول إليه، كما أنها جيدة في حالة التجوال.

## تأثير الويب 2.0 على سلوك المستهلك
أثر ظهور الويب 2.0 على سلوك المستخدمين حيث أصبح لهم ميول جديدة منها:
- استخدام أدوات تواصل جديدة.
- الثقة في النصائح المقدمة بشكل إلكتروني.
- زيادة الرغبة في الشراء إلكترونيا.
- الرغبة في تقديم تغذية راجعة حول منتج أو خدمة معينة.
- الاستفادة من تعليقات المستخدمين الآخرين لخدمة أو منتج معين.

## مفهومها
تعتبر التجارة الإلكترونية واحدة من التعابير الحديثة والتي أخذت بالدخول إلى حياتنا اليومية حتى أنها أصبحت تستخدم في العديد من الأنشطة الحياتية والتي هي ذات ارتباط بثورة تكنولوجيا المعلومات والاتصالات. التجارة الإلكترونية تعبير يمكن أن نقسمه إلى مقطعين، حيث أن الأول، وهو «التجارة»، والتي تشير إلى نشاط اقتصادي تُتداول خلاله السلع والخدمات بين الحكومات والمؤسسات والأفراد وتحكمه عدة قواعد وأنظمة يمكن القول بأنه معترف بها دولياً، أما المقطع الثاني «الإلكترونية» فهو يشير إلى وصف لمجال أداء التجارة، ويقصد به أداء النشاط التجاري باستخدام الوسائط والأساليب الإلكترونية مثل الإنترنت

## متطلباتها
- اقتناء جهاز حاسوب. أو هاتف ذكي
- برنامج مستعرض للإنترنت.
- اشتراك بالإنترنت.
- بطاقة شراء للتسوق عبر الإنترنت.

## صفات التجارة الإلكترونية
توصف التجارة الإلكترونية والمطبقة على شبكة الإنترنت بعدة صفات أهمها:
- لا يوجد استخدام للوثائق الورقية المتبادلة والمستخدمة في إجراء وتنفيذ المعاملات التجارية، كما أن عمليات التفاعل والتبادل بين المتعاملين تتم إلكترونياً ولا يُستخدم فيه أي نوع من الأوراق. ولذلك تعتمد الرسالة الإلكترونية كسند قانوني معترف به من قبل الطرفين عند حدوث أي خلاف بين المتعاملين.
- يمكن التعامل من خلال تطبيق التجارة الإلكترونية مع أكثر من طرف في نفس الوقت، وبذلك يستطيع كل طرف من إرسال الرسائل الإلكترونية لعدد كبير جدًا من المستقبلين وفي نفس الوقت، ولا حاجة لإرسالها ثانية.
- يتم التفاعل بين الطرفين المتعاملين بالتجارة الإلكترونية بواسطة شبكة الاتصالات، وما يميز هذا الأسلوب هو وجود درجة عالية من التفاعلية من غير أن يكون الطرفان في نفس الوقت متواجدين على الشبكة.
- عدم توفر تنسيق مشترك بين كافة الدول من أجل التنسيق وصدور قانون محدد لكل دولة مع الأخذ بعين الاعتبار قوانين الدول الأخرى، وهذا بدوره يعيق التطبيق الشامل للتجارة الإلكترونية.
- يمكن أن تُباع وتُشترى السلع غير المادية مباشرة ومن خلال شبكة الاتصالات، وبهذا تكون التجارة الإلكترونية قد انفردت عن مثيلاتها من الوسائل التقليدية والمستخدمة في عملية البيع والشراء، ومثال ذلك التقارير والأبحاث والدراسات والصور وما شابه ذلك.
- إن استخدام أنظمة الحاسبات المتوفرة في مؤسسات الأعمال لانسياب البيانات والمعلومات بين الطرفين دون أن يكون هنالك أي تدخل مباشر للقوى البشرية يساعد على إتمام العملية التجارية بأقل التكاليف وبكفاءة عالية.

## إطار عمل التجارة الإلكترونية
يتمحور عمل تطبيقات التجارة الإلكترونية على أمرين:

### · خدمات الدعم
الأشخاص: المشتريين، البائعين، الوسطاء وغيرهم.
السياسة العامة: القوانين، الضرائب، المعايير التقنية.
التسويق والإعلان: دراسة السوق، الترويج، محتوى الموقع، الأسواق المستهدفة.
خدمات الدعم: التحقق من الطلب، تطوير نظام الأمن وغيرها.
شركاء العمل: التبادل التجاري، السوق الإلكتروني وغيرهم
البنية التحتية لشركات الاتصالات وتكنولوجيا المعلومات
نموذج العمل في الشركة:
تعريفه:
طريقة تقوم من خلالها الشركة بتحقيق الأرباح والإيرادات للحفاظ على بقائها.
وظيفته:
- يحدد أداء الشركة.
- يساعد في دراسة الجدوى للشركة.
- التحقق من مدى سير العمل بشكل صحيح وتحديد أرباح الشركة والتكاليف.

## هيكلية وخصائص نموذج العمل

### نظام الإيرادات

#### نماذج الإيرادات المشتركة
نموذج رسوم المعاملات (Transaction Fees Model): استراتيجية تسويقية تقوم على أساس الدفع بناءً على حجم المعاملة.
نموذج اشتراك (Subscription Model): استراتيجية تسويقية تقوم على أساس اشتراك ثابت يقوم به المشترك عادةً ما يكون شهريًا مقابل خدمة معينة.
نموذج الإعلانات (Advertisement Model): استراتيجية تسويقية تقوم على أساس تحقيق الشركة أرباحها من خلال عرض إعلانات مدفوعة في موقعها على الإنترنت.
النموذج التحالفي (Affiliate Model): استراتيجية تسويقية تقوم على أساس مشاركة العائد بين شركتين بينهما تواصل وتروّج كل منهما الأخرى.
نموذج المبيعات (Sales Model): استراتيجية تسويقية تقوم على أساس تحقيق الشركة أرباحها من خلال بيع منتجاتها أو خدماتها.

## العالم الرقمي والتجارة الإلكترونية
الاقتصاد الرقمي (Digital Economy)
هو الاقتصاد القائم على التكنولوجيا الرقمية بما فيها شبكات الاتصال الرقمية، الحواسيب، البرمجيات وتكنولوجيا المعلومات الأخرى ذات الصلة، يُطلق عليه أيضًا اقتصاد الإنترنت، الاقتصاد الجديد أو اقتصاد الويب.
المؤسسة الرقمية (Digital Enterprise)
نموذج أعمال جديد يستخدم تكنولوجيا المعلومات كوسيلة أساسية في إنجاز واحدة أو أكثر من ثلاثة أهداف أساسية وهم:
- الوصول إليها وإشراك العملاء بشكل أكثر فعالية.
- دفع إنتاجية العاملين.
- تحسين كفاءة التشغيل.

وتستخدم الاتصالات المتقاربة وتكنولوجيا الحوسبة بطريقة تُحسن العمليات التجارية.
المجتمع الرقمي (Digital Society)
هو المجتمع الذي يتشكل نتيجة اعتماد ودمج تكنولوجيا المعلومات والاتصالات في مختلف مجالات الحياة.

## فوائد التجارة الإلكترونية EC Benefits

### فوائد عائدة على الشركات Beneﬁts to Organizations
- · أنها منتشرة بشكل عالمي وتسهل عملية الوصول إلى العملاء أو الموردين في جميع أنحاء العالم.
- · تكلفتها قليلة من حيث معالجة المعلومات وتخزينها وتوزيعها.
- · تسهل حل المشاكل المعقدة التي بقيت دون حل.
- · تحسين سلسلة التوريد للتقليل من التأخير وقوائم الجرد والتكلفة.
- · تتميز بالتخصيص، أي إمكانية عمل عروض مميزة لأفضل الزبائن تعاملاً مع الشركة.
- · القدرة على الابتكار عبر استخدام نماذج الأعمال الجديدة التي تسهل الابتكار وتمكن من استخدام نماذج أعمال فريدة من نوعها.
- · تكلفة التواصل أقل لأنها تعتمد على الإنترنت وهو أرخص من استخدام الطرق التقليدية.
- · نظام إدارة المشتريات فعّال فهو يوفر الوقت ويقلل التكاليف من خلال تمكين نظام إدارة المشتريات الإلكتروني.
- · تطوير في خدمة العملاء والعلاقة المتبادلة بين الشركة والعميل  عبر التواصل المباشر مع العميل.
- · تُمكّن شركة صغيرة من منافسة شركة أخرى كبيرة وقد تتفوق عليها وذلك باستخدام نماذج الأعمال المميزة التي توفرها والمتاحة عبرها.
- · تساعد على إدارة المخزون بشكل أفضل فلا يحدث عجز أو فائض في المخزون.
- انخفاض تكلفة توزيع المنتج، فتسليم منتج عبر الإنترنت قد يكون أقل تكلفة بمقدار 90٪.

### فوائد عائدة على الزبائن Beneﬁts to Consumers
- حرية في اختيار وتصفح المنتجات أو اختيار البائع أو أسلوب الشراء والدفع.
- متواجدة في كل مكان وفي أي وقت.
- إمكانية تخصيص المنتجات بناءً على رغبة المستهلك.
- إمكانية المقارنة بين المنتجات واختيار الأفضل.
- انخفاض تكلفة القيمة المضافة أو انعدامها.
- إمكانية الحصول على منتجات فريدة من خلال المزادات على الإنترنت.

### فوائد عائدة على المجتمع Beneﬁts to Society
- مكّنَت العمل من داخل المنزل مما ساهم في تقليل الازدحام المروري.
- زادت الخدمات العامة المقدمة من خلال الحكومة الإلكترونية.
- تحسين الأمن الداخلي.
- تحسين مستوى المعيشة مما أدى إلى زيادة نسبة المشتريات بأقل تكلفة من السلع أو الخدمات.

## التبادل الإلكتروني
B2B على الإنترنت نموذج الأعمال التي قد قطعت شوطا طويلا منذ الأيام الأولى للتبادل الإلكتروني للبيانات والذي يخلق العلاقات بين الشركات التي لديها الراسخة والممارسات التجارية.
نظام التبادل الإلكتروني للبيانات مكلفة ولا يمكن الاستفادة من تطبيقات عبر مختلف الشركات التجارية،
على الرغم من الكثير من الجهود التي بذلت لتوحيد التبادل الإلكتروني للبيانات المعاملات.
B2B تمثل الأسواق الأكثر كفاءة من حيث الهياكل التجارية لأنها تدعم العديد من العلاقات التي تربط بين العديد من المشترين والموردين لأن تجمع الموردين يضخ المزيد من السيولة في السوق، تجمع المشترين في السوق ويزيد من إجمالي حجم الشراء مثل المزادات العلنية.

## مستويات التجارة الإلكترونية
تلعب درجة تنفيذ الأنشطة الفرعية ذات الارتباط المباشر بأداء المعاملات التجارية دوراً بارزاً بتعدد مستويات التجارة الإلكترونية وذلك طبقا لدرجة الأنشطة. وتتراوح في الأداء بين مستوياتها المختلفة، فهنالك المستويات البسيطة والمستويات الأكثر تطوراً، على النحو التالي:

### المستوى البسيط
يشمل هذا النوع من التجارة الإلكترونية الترويج للسلع والخدمات، إضافة إلى الإعلان والدعاية لتلك السلع والخدمات، بما فيها خدمات قبل وبعد البيع. وتتضمن التجارة الإلكترونية ذات المستوى البسيط عملية التوزيع الإلكتروني للسلع والخدمات وخصوصاً غير المادية منها، إضافة إلى التحويلات البسيطة للأموال وذلك عن طريق بوابات الدفع الإلكترونية.

### المستوى المتقدم
يركز هذا النوع على عمليات وإجراءات الدفع التي تتم عبر الإنترنت، والتي تعتبر عملياً ذات مستوى يحتاج إلى توعية كبيرة من قبل المتعاملين على هذا المستوى. وتعتبر عمليات الدفع -سواء كانت على المستوى المحلي أو الوطني أو الدولي- عمليات ذات تطور متقدم وبحاجة إلى أخذ الحيطة والحذر عند التعامل على هذا المستوى.

### إحصائيات
لقد بلغ حجم التجارة الإلكترونية في العالم حوالي 3.8 تريليون دولار في عام 2003، وذلك وفقا لتقديرات الأمم المتحدة، وقد تضاعف الرقم ليصل إلى 6.8 تريليون دولار في نهاية عام 2004، وإن نحو 80% من حجم التجارة في العالم يتم في الولايات المتحدة الأمريكية، 15% في أوروبا الغربية، 5% في بقية دول العالم، معظمها أو نحو 4% منها يتم في اليابان. كما ويشكل حجم التجارة الإلكترونية بين مؤسسات الأعمال (Business to Business) حوالي 80% من حجم التجارة الإلكترونية في العالم. وتراوحت قيمة التجارة بين مؤسسات الأعمال في الاتحاد الأوروبي بين 185 مليار دولار و200 مليار دولار في عام 2002، كما أن التجارة الإلكترونية بين مؤسسات الأعمال قد وصلت في أوروبا الوسطى والشرقية إلى حوالي 4 مليارات دولار في عام 2003. وقد نمت هذه التجارة بشكل متسارع في منطقة آسيا والمحيط الهادئ من حوالي 120 مليار دولار في عام 2002 إلى حوالي 300 مليار دولار بنهاية عام 2003. وفي أمريكا اللاتينية بلغت قيمة الصفقات التجارية بين مؤسسات الأعمال على الشبكة مباشرة 6.5 مليارات في عام 2002 وارتفعت لتصل إلى 12.5 مليار دولار في عام 2003.
إن نسبة مستخدمي الإنترنت الذين يشترون بواسطة الشبكة مباشرة كانت أعلى في الولايات المتحدة الأمريكية والمملكة المتحدة وشمال أوروبا الغربية خلال الفترة 2000-2001، إذ بلغت نسبة مستخدمي الشبكة بعمليات شراء على الشبكة مباشرة حوالي 38%، أما في المكسيك فقد بلغت النسبة أقل من 0.6%.
بلغت مبيعات التجارة الإلكترونية بالتجزئة العالمية في عام 2023 ما يُقدَّر بنحو 5.8 تريليون دولار أمريكي، مع توقعات بنمو هذا الرقم بنسبة 39% خلال السنوات المقبلة، ليصل إلى أكثر من 8 تريليونات دولار بحلول عام 2027.
في تقرير آخر، توقعت منصة "ستاتيستا" أن يبلغ حجم التجارة الإلكترونية 20% من إجمالي مبيعات التجزئة حول العالم، بتقديرات تصل إلى 6.3 تريليونات دولار.
بالإضافة إلى ذلك، أشار صندوق النقد الدولي إلى أن قيمة التجارة العالمية في المنتجات التي يتم تسليمها رقميًا ارتفعت إلى 3.82 تريليون دولار في الثلاثة أرباع الأولى من عام 2023، مما يمثل حصة قياسية تبلغ 54% من تجارة الخدمات.
هذه الإحصائيات تعكس النمو المستمر والسريع في قطاع التجارة الإلكترونية على مستوى العالم.

## التجارة الإلكترونية في الوطن العربي
إن التشريعات العربية في شأن التجارة الإلكترونية تنمو ببطء وعلى استحياء فحتى الآن لم يصدر سوى قانون التجارة الإلكترونية في تونس  ودبي والأردن والبحرين وفي مصر أعد مشروع لهذا القانون بمعرفة مركز المعلومات ودعم اتخاذ القرار بمجلس الوزراء ولا زال حبيساً في الأدراج حتى الآن، كما أعد تشريع التجارة عن بعد في الكويت ولم يصدر بعد.
وفيما يخص المملكة العربية السعودية تمت الموافقة علي تأسس مجلس التجارة الإلكترونية بعد موافقة مجلس الوزراء السعودي بناء على توصية من مجلس الشؤون الاقتصادية والتنمية.

## أمثلة على نجاح وفشل شركات في التجارة الإلكترونية

### قصة نجاح1”Amazon.com“
بدأت شركة أمازون في عام 1994 باسم «كادابرا»، مؤسسها هو جيف بيزوس،
بدأت الشركة باعتبارها متجر لبيع الكتب عبر الإنترنت، وفي عام 1995 أصبح اسمها «أمازون.كوم» تيمّناً بنهر الأمازون.
ثم تحولت لتصبح أكبر متاجر التجزئة عبر الإنترنت، كان السر الأكبر لنجاح الشركة هو التركيز على العملاء والتنبؤ الصحيح للاتجاهات المستقبلية للتسوق، وفهمت الشركة احتياجات العملاء فأقامت علاقات جيدة معهم، وأظهرت كيفية القيام بالأعمال التجارية بأفضل الطرق الممكنة.
فهي تعتبر الرائدة في مجال الابتكار والأولى في جعل الأمور أكثر بساطة وراحة للمستخدم.
يُذكر أنه من أكبر اختراعات شركة أمازون هو “Kindle e-book” في عام 2007م
وهناك العديد من قصص النجاح الأخرى مثل: شركة علي بابا.

### قصة فشل2”Pets.com”
هي أحد شركات تجارة التجزئة على الإنترنت، عرضت منتجات الحيوانات الأليفة والمعلومات والموارد للمستهلكين في عام 1998م، كانت أسعارها تنافسية خصوصا لظهور منافسين أقوياء منهم: Petopia.com"  ,"  Petsmary.com " Petstore.com  "
وظفت لديها خبراء للحيوانات الأليفة لتقديم النصائح للزبائن، ووضعت خدمة الأطباء البيطرين لتتميز عن غيرها بالإضافة للشكل الفريد الذي ميز الموقع، لكن كان لديهم مشكلة وهي باختيار نموذج الأعمال لم يكن جيدًا، وكان يكلف الشركة لشحن الحيوانات للزبائن مبالغ طائلة لذا لم تربح شيء تقريبا من خلال الإنترنت فأغلقت في عام 1999م، مع أنها كانت تملك اسم المجال الأكبر قيمة بالنسبة لبقية الشركات.